# Peter Williams (Schauspieler)

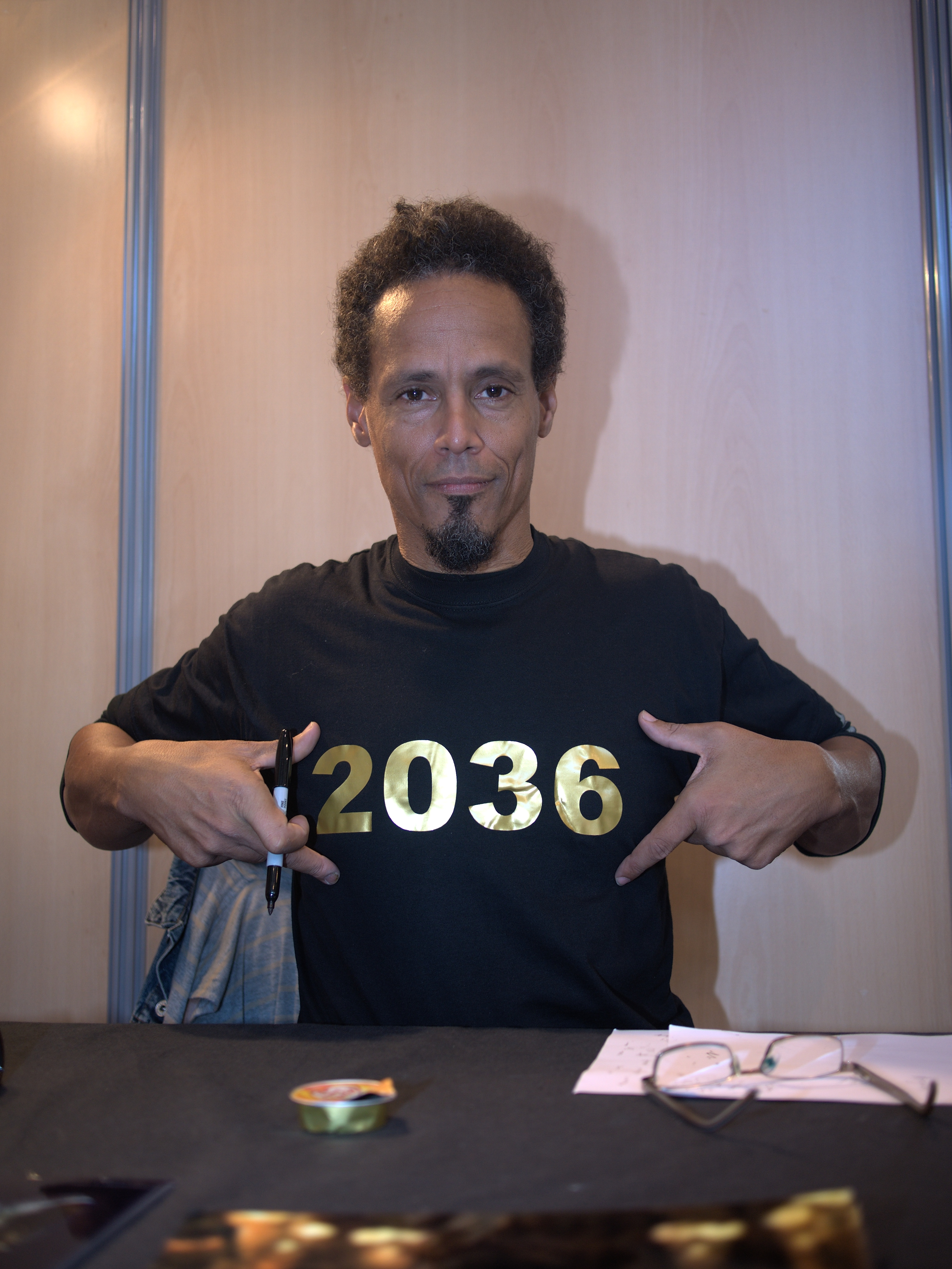
Peter William
Toulouse Game Show 2010

Peter Williams (* 31. Dezember 1957 in Kingston, Jamaika) ist ein jamaikanischer Schauspieler und lebt in Kanada.
Peter Williams fällt durch seine Vielfältigkeit auf. Seine schauspielerischen Bereiche reichen von Drama bis Comedy und SciFi. In Deutschland wurde er bekannt durch seine Rolle als Apophis in der SciFi-Serie Stargate – Kommando SG-1. 

## Filmografie (Auswahl)
- 1982: In der Hitze des Zorns (Heatwave)
- 1988: Mutter kriegt die Kurve nicht (Drop-Out Mother)
- 1989: Kampf gegen die Mafia (Wiseguy)
- 1990: Mein Mann ist ein Mörder (The Widomaker)
- 1995: Der Marshal (The Marshal, Fernsehserie, 1 Folge)
- 1997–2005: Stargate – Kommando SG-1 (Fernsehserie. 20 Folgen)
- 1999: Viper
- 2001: Relic Hunter – Die Schatzjägerin (Relic Hunter, Fernsehserie, Folge 3x01)
- 2004: Ein Engel für Eve (Eve’s Christmas, Fernsehfilm)
- 2004: Catwoman
- 2004: Riddick: Chroniken eines Kriegers (The Chronicles of Riddick)
- 2008: Stargate: Continuum
- 2017: The Expanse (Folge 2x9)